# Робсількорівський рух
Робсількорівський рух — громадсько-політичний рух робітничих і селянських кореспондентів, одна із форм інтерактивного зв’язку більшовицької партії з масами. Зародився як робкорівський рух разом із виникненням робітничої преси. Був підтриманий соціал-демократами, які запозичили в земських діячів ідею використання народних авторів у своїх виданнях. Термін «робкорівський рух» з’явився 1901 у першому номері більшовицької газети «Искра». Служив засобом популяризації соціал-демократичних газет, постачання їх кореспонденцією та активізації читачів. Набув розвитку 1912.
Після встановлення диктатури більшовиків був перетворений на ланку системи партійно-радянської преси, яка використовувалася правлячою партією «не тільки як колективний пропагандист і агітатор, але й колективний організатор». Р.р., з одного боку, став засобом «нещадної, насправді революційної війни з конкретними носіями зла», а з другого — важелем «виховання мас на живих конкретних прикладах у всіх сферах життя» та їх мобілізації на здійснення політики правлячої партії.
Організаційні принципи Р.р. на засадах партійно-державного керівництва були розроблені ЦК РКП(б) й ухвалені загальносоюзними з’їздами робітничих кореспондентів (робкорів) 1923 та робітничо-селянських кореспондентів (робсількорів) 1924. 1924 редакція газети «Правда» розпочала випуск журналу «Робітничий кореспондент», який 1925 отримав назву «Робітничо-селянський кореспондент».
Робітничо-селянські кореспонденти сприяли роботі прокуратури, Верховного суду та народних комісаріатів Робітничо-селянської інспекції (СРСР і союзних республік) та Центральної контрольної комісії, які керували їхньою діяльністю: із 1923 на робкорів було покладено завдання інформувати прокурорські органи про посадові злочини місцевого керівництва, а з 1925 — органи народного комісаріату Робітничо-селянської інспекції та Центральної контрольної комісії. Разом із представниками прокуратури та контрольної комісії КП(б)У робсількори-висуванці входили до складу нарад при органах Робітничо-селянської інспекції.
Р.р. набув розвитку завдяки підтримці правлячої партії. 1925 Верховний суд СРСР заборонив розголошувати прізвища робсількорів (винним у їх розголосі загрожував штраф або ув’язнення строком на 2 роки) та встановив кримінальну відповідальність за насильницькі дії, спрямовані проти них (замах карався грошовим штрафом чи примусовими роботами або адміністративним виселенням строком до 3-х років; а фізична розправа — позбавленням волі на строк до 5-ти років). Також передбачався особливий порядок розгляду судових справ, пов’язаних із переслідуванням робсількорів через їхні дописи (позачергово під наглядом прокурорів).
Після розгрому 1928—29 прихильників «правого ухилу», які розглядали Р.р. насамперед як інформаційне джерело та форму громадянської активності мас, а не як інструмент політики державної партії, цей рух було реорганізовано переважно в засіб агітації та організації «згори». Згідно зі сталінським гаслом «про загострення класової боротьби в умовах просування до соціалізму» посилилася роль робсількорів як таємних інформаторів.
1930 права робсількорів були розширені: вони звільнялися від відповідальності за помилкове надання недостовірної інформації (за виключенням навмисного наклепу), а 1933 було зміцнено гарантії цих прав та охорони життя сількорів: їх виключення з колгоспів за критику було прирівняне до злочинів проти колгоспного будівництва (винні каралися ув’язненням терміном від 5-ти до 10-ти років), а замах на них — до терористичних актів (терористи засуджувалися до смерті). Сількорів, які постраждали від замахів, висували на відповідальну роботу до газет та органів Робітничо-селянської інспекції, а сім’ям загиблих виплачували компенсацію за рахунок коштів чи майна, вилученого в засуджених за замах. Найталановитіші були джерелом формування кадрів радянських літераторів.
Наприкінці 1930-х рр. розпочався занепад Р.р., який було згорнуто під час Німецько-радянської війни 1941—45. Відроджено 1957 М.Хрущовим.